# لورا وائم
لورا وائم (به انگلیسی: Laura Waem) ژیمناست زادهٔ ۵ اوت ۱۹۹۷ میلادی اهل کشور بلژیک است.